# Ruud Vormer
Rudy Willem (Ruud) Vormer (Hoorn, 11 mei 1988) is een voormalig Nederlands voetballer, die als middenvelder speelde voor AZ, Roda JC, Feyenoord, Club Brugge en Zulte Waregem. In 2017 won hij de Belgische Gouden Schoen. In 2018 debuteerde Vormer in het Nederlands voetbalelftal.

## Clubcarrière

### Jeugd
Vormer startte zijn voetbalcarrière bij de jeugd van De Blokkers en Hollandia, twee amateurclubs uit zijn geboortestad Hoorn. In het seizoen 2001/02 maakte de middenvelder de overstap naar de jeugdopleiding van AZ. Bij die club werkte hij zich op naar het eerste elftal.

### AZ
In het seizoen 2006/07 maakte Vormer zijn officiële debuut voor AZ. De toen achttienjarige middenvelder mocht toen van coach Louis van Gaal invallen voor Simon Cziommer in een competitieduel tegen FC Twente. AZ bereikte in mei 2007 de finale van de KNVB beker, maar Vormer kwam in die wedstrijd niet in actie.
In het daaropvolgende seizoen kreeg Vormer meer speelkansen van Van Gaal, maar door de concurrentie van onder meer Cziommer en Demy de Zeeuw groeide hij bij AZ nooit uit tot een titularis. De club speelde bovendien een wisselvallig seizoen. Na vier jaar in de top vijf te zijn geëindigd, zakte AZ in 2008 terug naar de middenmoot.

### Roda JC
Doordat AZ het contract van Vormer niet tijdig verlengd had, vertrok de centrale middenvelder in de zomer van 2008 transfervrij naar Roda JC. Op 30 augustus 2008 maakte hij zijn officieel debuut in het elftal van trainer Raymond Atteveld. Vormer werd vrijwel meteen een vaste waarde bij Roda JC. Ook na de komst van Harm van Veldhoven in november 2008 verdween de jonge middenvelder niet uit het team.
In zijn eerste seizoen streed hij met Roda tegen de degradatie, maar vanaf 2009 steeg de club naar de middenmoot. Vormer groeide uit tot een van de leiders van het elftal en werd in het seizoen 2011/12 door de lezers van het tijdschrift Voetbal International verkozen in het elftal van het jaar. In november 2011 toonde Vitesse interesse in een overgang van de middenvelder, maar tot een transfer kwam het uiteindelijk niet.

### Feyenoord
Na vier seizoenen bij Roda versierde Vormer een transfer naar het Feyenoord van trainer Ronald Koeman. Maar de middenvelder, die na een sterk seizoen klaar leek voor een stap hogerop, kon in Rotterdam nooit doorbreken. Koeman koos op het middenveld voor een driehoek bestaande uit Jordy Clasie, Tonny Vilhena en Lex Immers, waardoor de 24-jarige Vormer zich tevreden moest stellen met een rol als invaller. Hoewel Vormer op 1 september 2013 tegen nota bene zijn ex-club Roda zijn eerste competitietreffer voor Feyenoord scoorde, veranderde er ook in het seizoen 2013/14 weinig aan zijn situatie. De Rotterdammers, die het seizoen uiteindelijk afsloten als vicekampioen, lieten de middenvelder weten dat hij naar een nieuwe werkgever mocht zoeken.

### Club Brugge
Op 1 september 2014 tekende Vormer een contract voor drie seizoenen bij Club Brugge. Onder Michel Preud'homme werd hij snel basisspeler en een bepalende speler voor het elftal. Een jaar later, op 9 december 2015, verlengde hij zijn contract in Brugge tot de zomer van 2020. Op dat moment had hij meer dan veertig wedstrijden in de Belgische competitie gespeeld (twaalf doelpunten) en speelde hij zeventien wedstrijden op internationaal clubniveau.
Hij veroverde in 2015 de Beker van België en in 2016 het Belgisch landskampioenschap met Club Brugge. Op 23 juli 2016 veroverde Ruud Vormer de Belgische Supercup. Hij scoorde de winnende treffer tijdens de 1-2 overwinning uit op Standard Luik. In het seizoen van 2017-2018 werd hij samen met Club Brugge landskampioen en veroverde hij tevens de Belgische Gouden Schoen. In seizoen 2021/22 kreeg hij minder speeltijd, maar hielp hij zijn club desondanks aan een derde opeenvolgende landstitel. Hiermee voegde hij zich samen met ploeggenoten Hans Vanaken en Brandon Mechele in een groep van negen spelers (na Fons Bastijns, Raoul Lambert, Georges Leekens, Birger Jensen, Dany Verlinden en Franky Van der Elst) die met Club Brugge vijf landstitels wonnen. 

### Zulte Waregem
In de winterstop van 2022/23 kwam Vormer een verbintenis met de Belgische club Zulte Waregem overeen voor een huurperiode tot het einde van het seizoen; vervolgens kreeg hij een tweejarig contract bij die club, maar na een jaar kondigde hij op 24 juni 2024 aan te stoppen met professioneel voetbal.

## Clubstatistieken
| Seizoen     | Club          | Competitie         | Competitie | Competitie | Competitie | Beker | Beker | Beker | Europa | Europa | Europa | Totaal | Totaal | Totaal |
| Seizoen     | Club          | Competitie         | Wed.       | Dlp.       | Ass.       | Wed.  | Dlp.  | Ass.  | Wed.   | Dlp.   | Ass.   | Wed.   | Dlp.   | Ass.   |
| ----------- | ------------- | ------------------ | ---------- | ---------- | ---------- | ----- | ----- | ----- | ------ | ------ | ------ | ------ | ------ | ------ |
| 2006/07     | AZ            | Eredivisie         | 3          | 0          | 0          | 0     | 0     | 0     | 1      | 0      | 0      | 4      | 0      | 0      |
| 2007/08     | AZ            | Eredivisie         | 16         | 0          | 0          | 0     | 0     | 0     | 1      | 0      | 0      | 17     | 0      | 0      |
| Club Totaal | Club Totaal   | Club Totaal        | 19         | 0          | 0          | 0     | 0     | 0     | 2      | 0      | 0      | 21     | 0      | 0      |
| 2008/09     | Roda JC       | Eredivisie         | 30         | 0          | 0          | 2     | 0     | 0     | —      | —      | —      | 32     | 0      | 0      |
| 2009/10     | Roda JC       | Eredivisie         | 34         | 1          | 0          | 2     | 0     | 0     | —      | —      | —      | 36     | 1      | 0      |
| 2010/11     | Roda JC       | Eredivisie         | 35         | 3          | 5          | 3     | 1     | 1     | —      | —      | —      | 38     | 4      | 6      |
| 2011/12     | Roda JC       | Eredivisie         | 29         | 5          | 3          | 2     | 1     | 0     | —      | —      | —      | 31     | 6      | 3      |
| Club Totaal | Club Totaal   | Club Totaal        | 128        | 9          | 8          | 9     | 2     | 1     | 0      | 0      | 0      | 137    | 11     | 9      |
| 2012/13     | Feyenoord     | Eredivisie         | 20         | 0          | 0          | 4     | 1     | 1     | 4      | 0      | 0      | 28     | 1      | 1      |
| 2013/14     | Feyenoord     | Eredivisie         | 16         | 3          | 5          | 3     | 0     | 0     | 2      | 0      | 0      | 21     | 3      | 5      |
| 2014/15     | Feyenoord     | Eredivisie         | 2          | 0          | 1          | 0     | 0     | 0     | 2      | 0      | 0      | 4      | 0      | 1      |
| Club Totaal | Club Totaal   | Club Totaal        | 38         | 3          | 6          | 7     | 1     | 1     | 8      | 0      | 0      | 53     | 4      | 7      |
| 2014/15     | Club Brugge   | Jupiler Pro League | 29         | 7          | 3          | 6     | 0     | 0     | 10     | 1      | 1      | 45     | 8      | 4      |
| 2015/16     | Club Brugge   | Jupiler Pro League | 28         | 7          | 6          | 6     | 0     | 0     | 8      | 0      | 0      | 42     | 7      | 6      |
| 2016/17     | Club Brugge   | Jupiler Pro League | 38         | 9          | 8          | 3     | 2     | 0     | 5      | 0      | 1      | 46     | 11     | 9      |
| 2017/18     | Club Brugge   | Jupiler Pro League | 40         | 13         | 19         | 5     | 1     | 5     | 4      | 0      | 0      | 49     | 14     | 24     |
| 2018/19     | Club Brugge   | Jupiler Pro League | 38         | 6          | 10         | 1     | 0     | 0     | 8      | 1      | 2      | 47     | 7      | 12     |
| 2019/20     | Club Brugge   | Jupiler Pro League | 27         | 1          | 14         | 6     | 1     | 1     | 8      | 1      | 2      | 41     | 3      | 17     |
| 2020/21     | Club Brugge   | Jupiler Pro League | 37         | 6          | 13         | 2     | 1     | 0     | 8      | 1      | 3      | 47     | 8      | 16     |
| 2021/22     | Club Brugge   | Jupiler Pro League | 24         | 5          | 6          | 3     | 0     | 0     | 4      | 0      | 1      | 31     | 5      | 7      |
| 2022/23     | Club Brugge   | Jupiler Pro League | 2          | 0          | 0          | 0     | 0     | 0     | 0      | 0      | 0      | 2      | 0      | 0      |
| Club Totaal | Club Totaal   | Club Totaal        | 263        | 54         | 79         | 32    | 5     | 6     | 55     | 4      | 10     | 350    | 63     | 95     |
| 2022/23     | Zulte Waregem | Jupiler Pro League | 10         | 1          | 4          | 1     | 1     | 0     | 0      | 0      | 0      | 2      | 1      | 1      |
| 2023/24     | Zulte Waregem | Eerste klasse B    | 12         | 2          | 1          | 0     | 0     | 0     | 0      | 0      | 0      | 12     | 2      | 1      |
| TOTAAL      | TOTAAL        | TOTAAL             | 449        | 66         | 94         | 49    | 9     | 8     | 65     | 4      | 10     | 563    | 79     | 112    |

## Interlandcarrière
Vormer was Nederlands jeugdinternational en nam deel aan het Europees kampioenschap voetbal mannen onder 17 - 2005 (tweede plaats) en het Wereldkampioenschap voetbal onder 17 - 2005 (derde plaats).
Na een sterk seizoen 2017/18 in België werd Vormer opgeroepen door bondscoach Ronald Koeman voor de twee oefeninterlands van Oranje, tegen achtereenvolgens Slowakije op donderdag 31 mei in Trnava en op maandag 4 juni tegen Italië in Turijn. Vormer (Club Brugge) ontving voor het eerst een uitnodiging voor de A-selectie. Hij maakte zijn debuut in de vriendschappelijke interland tegen Slowakije. Hij viel in dat duel in de rust in voor Donny van de Beek. In zijn tweede interland tegen Italië startte Vormer in de basis en werd in de tweede helft gewisseld voor Steven Berghuis.

### Interlands
| Interlands van Ruud Vormer voor Nederland | Interlands van Ruud Vormer voor Nederland | Interlands van Ruud Vormer voor Nederland | Interlands van Ruud Vormer voor Nederland | Interlands van Ruud Vormer voor Nederland | Interlands van Ruud Vormer voor Nederland | Interlands van Ruud Vormer voor Nederland |
| №                                         | Datum                                     | Wedstrijd                                 | Uitslag                                   | Competitie                                | Goals                                     | Assists                                   |
| ----------------------------------------- | ----------------------------------------- | ----------------------------------------- | ----------------------------------------- | ----------------------------------------- | ----------------------------------------- | ----------------------------------------- |
|                                           |                                           |                                           |                                           |                                           |                                           |                                           |
| Als speler van Club Brugge                |                                           |                                           |                                           |                                           |                                           |                                           |
| 1.                                        | 31 mei 2018                               | Nederland – Slowakije                     | 1 – 1                                     | Vriendschappelijk                         |                                           |                                           |
| 2.                                        | 4 juni 2018                               | Italië – Nederland                        | 1 – 1                                     | Vriendschappelijk                         |                                           |                                           |
| 3.                                        | 6 september 2018                          | Nederland – Peru                          | 2 – 1                                     | Vriendschappelijk                         |                                           |                                           |
| 4.                                        | 9 september 2018                          | Frankrijk – Nederland                     | 2 – 1                                     | UEFA Nations League 2018/19               |                                           |                                           |

Laatste aanpassing op 10 september 2018

## Erelijst
| Kampioen België    | 5x | 2015/16, 2017/18, 2019/20, 2020/21, 2021/22 |
| Beker van België   | 1x | 2014/15                                     |
| Belgische Supercup | 4× | 2016, 2018, 2021, 2022                      |

| Individueel   |    |         |
| Gouden Schoen | 1x | 2017    |
| Pro Assist    | 2x | 2017/18 |

## Televisiecarrière
Na zijn actieve voetbalcarrière ging Vormer aan de slag als analyticus voor de Belgische-tak van streamingsdienst DAZN rondom wedstrijden in de Eerste Klasse.